# 岡城 (豊後国)
岡城（おかじょう）は、大分県竹田市大字竹田（豊後国直入郡竹田）にあった日本の城（山城）。臥牛城（がぎゅうじょう）・豊後竹田城（ぶんごたけたじょう）とも呼ばれる。日本百名城の一つ。雲海に浮かぶ城だが、「天空の城」の火付け役の竹田城とは、「たけだ」と「たけた」と読み方は異なる。

## 歴史
岡城の築かれた天神山は標高325メートル、比高95メートル、城域は、東西2500メートル、南北362メートル、総面積は23万4千平方メートルに及んだ。
伝承では、文治元年（1185年）に緒方惟義が源頼朝に追われた源義経を迎えるために築城したことが始まりであるという。その山城は、南北朝時代の建武元年（1334年）に後醍醐天皇の指示を受けた大友氏一族の志賀貞朝によって拡張され、岡城と名付けられたとされている。一方、『豊後国志』によると、志賀氏が直入郡に入ったのは応安2年（1369年）以降のことで、同郡内でも岡城に入る前には木牟礼城（騎牟礼城）を居城としていたという。
天正14年（1586年）、先に耳川の戦いで敗れ衰退した大友氏を下すべく、薩摩の島津氏が豊後府内に迫る快進撃を見せていた中、岡城のみは志賀親次の指揮のもと再三にわたり島津軍を撃退し(豊薩合戦)、親次はその功績から豊臣秀吉より天正15年正月3日付けの褒状を受けている。
豊臣秀吉の時代の文禄2年（1593年）文禄の役で大友吉統が秀吉から鳳山撤退を責められ所領を没収されると、大友氏重臣の親次も岡城を去ることとなった。翌、文禄3年（1594年）播磨国三木から中川秀成が移封され、入城後に3年がかりで大規模な修築を施した。
この修築では、縄張設計に石田鶴右衛門、三宅六郎兵衛、石垣普請に山岸金右衛門などが携わり、志賀氏時代の城域の西側天神山に本丸・二の丸・三の丸御殿・櫓を造営し、城の西側を拡張、重臣屋敷群を設けた。本丸に御三階櫓を設け、城門は志賀氏時代の大手口であった下原門に加えて近戸門を開き大手門を東向きの下原門から現在見られる西向きの位置に改め、3口とした。また、城下町は志賀氏時代の挟田に加えて西方に竹田町が整備された。
豊後竹田7万石の中川氏は、関ケ原で東軍に属したため所領を安堵。岡藩（竹田藩）2代久盛の代には清水門が整備され、3代久清の時に西側の重臣団屋敷を接収して西の丸を築き御殿を造営している。岩盤の台地の上に築かれたため、台風や地震、火事などの被害を多く受け、特に8代中川久貞の明和8年（1771年）には本丸、西ノ丸、御廟など城の大半を焼く大火が起きている。
明治維新後、廃城令によって廃城とされ、明治4年（1871年）から翌年にかけて城内の建造物は全て破却され、現在残っているのは高く積み上げられた石垣のみである。なお、昭和62年（1987年）には築城800年祭の記念行事として20日間限定で模擬天守と大手門が復元された。
昭和11年（1936年）12月16日、「岡城址」として国の史跡に指定され、平成18年（2006年）4月6日、日本100名城（95番）に選定された。平成2年（1990年）には、「岡城公園」として日本さくら名所100選に選定された。

## 御三階櫓

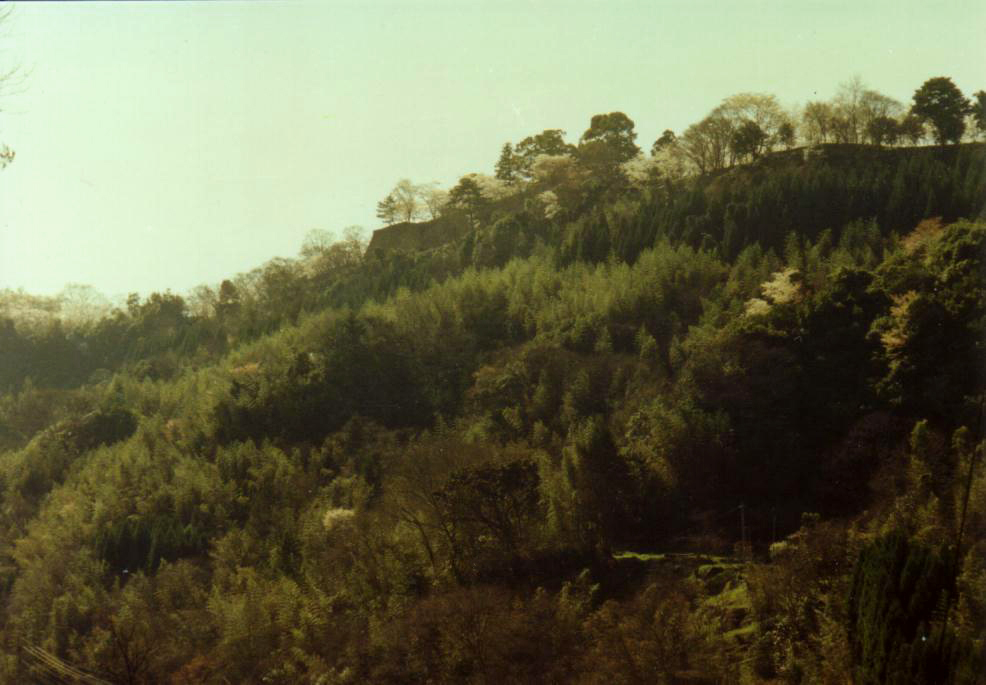
桜咲く岡城

本丸南隅にあり、創建当初は再建時のものより一回り大きい規模であった。創建当初の平面規模は、初重から9間×8間・6間×5間・4間×3間であったという。宝暦年間（1751年 - 1763年）に描かれた『宝暦御城真景図』では、初重西面に格子窓を持った千鳥破風のような破風1つ、南面に3つの格子窓、3重目に華頭窓と外廻り縁高欄を付けた層塔型に見える背高な三階櫓が描かれ、北側に2重櫓まで続く多門櫓が描かれ、東側に続櫓と御金倉まで続く多門櫓が描かれている。
再建時のものは、層塔型3重4階で初重から5間四方・4間四方・3間四方・3間四方の平面規模であり、最上階には外廻り縁高欄や四方の壁には華頭窓があった、本丸北西隅にあった3重の角櫓とは渡櫓で連結され、御三階櫓の東には続櫓が伸びた複合連結式であった。「豊後岡城全景」と書かれた明治初期に撮影された古写真では、廻り縁高欄や軒唐破風が確認でき、北側に、切妻屋根を持つ3重の櫓が渡櫓によって連結され、東側の続櫓から御金倉の間には土塀が見られる。
秀成創建の御三階櫓は明和6年（1769年）若しくは明和8年（1771年）に風雨と地震により崩壊し、明治初期に撮影された御三階櫓は安永3年（1774年）に再建された姿である。

## 遺構
- 石垣
- 大手門跡
- 中川覚左衛門屋敷跡
- 太鼓櫓跡

- 岡城への道路標示
- 登城口
- 大手門跡
- 瀧廉太郎像 後方に九重連山を望む
- 中川覚左衛門屋敷跡

## その他
- 「荒城の月」作曲者の瀧廉太郎は、幼少期を竹田で過ごしており、この岡城にて曲のイメージを得たといわれているため、城址には廉太郎の銅像が、遠方の山並みを眺められるところに建てられている。大野川を挟んで岡城の下を走る国道502号の上り車線にはメロディ舗装がなされた区間があり、車が通過すると荒城の月のメロディが聞こえるようになっており、岡城からでもその音を聞くことが出来る。
- 周辺は整備され毎年4月に「岡城桜まつり」が開催され、大名行列が再現されている。城址の保存状態に対して評価が高く、多くの見学者が訪れる観光地となっている。晴れた見通しのいい日は城山から祖母山、傾山、阿蘇山、および九重連山を望むことができる。
- 大分放送（本社所在地・大分市）のテレビ放送終了時にも岡城址のフィルムが使われていた。（2007年ごろまで）
- 2019年（令和元年）5月3日、NHKで放送された『あなたも絶対行きたくなる！日本「最強の城」スペシャル「第3弾」』で岡城跡が最強の城に選ばれている。

## 交通
- JR豊肥本線・豊後竹田駅から「緒方・三重方面行」バスに乗り5分、「岡城入口」バス停下車、徒歩15分
- 中九州横断道路・竹田ICから約7分 
  - 駐車場（無料）あり
  - 新しく岡城行きのバス開通